# Miconia pubipetala
Miconia pubipetala là một loài thực vật có hoa trong họ Mua. Loài này được Miq. mô tả khoa học đầu tiên năm 1850.